# Campeonato Europeo de Halterofilia de 1914
El XVIII Campeonato Europeo de Halterofilia se celebró en Viena (Austria-Hungría) entre el 17 y el 18 de julio de 1914 bajo la organización de la Federación Europea de Halterofilia (EWF) y la Federación Austríaca de Halterofilia.

## Medallistas
| Evento   | Oro                         | Plata                            | Bronce                           |
| -------- | --------------------------- | -------------------------------- | -------------------------------- |
| 60 kg    | Emil Kliment Austria 327,0  | Walter Kraal Austria 310,0       | Theodor Wagenstein Austria 297,0 |
| 67,5 kg  | Josef Schwabl Austria 342,0 | Peter Prinz Austria 320,0        | Hugo Gold Austria 315,0          |
| 75 kg    | Karl Swoboda Austria 360,5  | Franz Zuba Austria 360,0         | Josef Kammerer Austria 326,0     |
| 82,5 kg  | Hans Abraham Alemania 402,0 | Ferdinand Skalnik Alemania 370,0 | Adolf Bartasek Austria 355,0     |
| +82,5 kg | Franz Trenz Austria 415,0   | Georg Schrammel Austria 398,0    | Josef Pung Austria 395,0         |

1. 1 2 3  Total (en kg) de la suma de diferentes levantamientos.

## Medallero
| Núm. | País     | Oro | Plata | Bronce | Total |
| ---- | -------- | --- | ----- | ------ | ----- |
| 1    | Austria  | 4   | 4     | 5      | 13    |
| 2    | Alemania | 1   | 1     | 0      | 2     |
|      | TOTAL    | 5   | 5     | 5      | 15    |